# Stoffel von Freiburg
Stoffel von Freiburg (auch Veltlin) war ein führendes Mitglied der Bundschuh-Bewegung in Lehen 1513.
Stoffel von Freiburg war neben Joß Fritz einer der Initiatoren des Bundschuhaufstands in Lehen. Um 1513 ritt er auf einem eigenen Pferd durch das Gebiet zwischen Schwarzwald und östlichem Schwaben, um Verbindungen zu knüpfen. Dies gelang insbesondere im Falle der Bettlergruppierungen. Für jede Region waren gesondert Unterhauptleute zuständig, denen pro neu angeworbenem Mitglied ein Pfennig versprochen wurde. Ebenso hielt Stoffel von Freiburg Musterungen ab. Nachdem die Bewegung im Oktober 1513 zusammengebrochen war und verfolgt wurde, scheint Stoffel geflüchtet zu sein. Weitere Nachrichten über ihn liegen nicht vor.